# Albert Öfverholm
Albert Fredrik Öfverholm, född 20 mars 1876 i Katarina församling i Stockholm, död 1 maj 1936 i Ljusdals församling i Gävleborgs län, var en svensk jägmästare. Han var bror till Ivan Öfverholm.
Albert Öfverholm var son till sjökapten August Fredrik Öfverholm och Ida Friberg. Öfverholm blev student 1894, utexaminerades från Skogsinstitutet 1897, blev extra jägmästare 1898, assistent hos skogsförvaltningen i Söderfors samma år, chef för skogskulturavdelningen vid Bergvik och Ala AB 1899 och för Ljusdals förvaltning 1913. Han tjänstgjorde vid Hamra och Västra Hälsinglands revir, var t.f. jägmästare där, var ordförande i Ljusdals sockens skogsvårdskommitté från 1905, i Ljusdals köpingsnämnd 1916, ledamot av Ljusdals köpingsnämnd 1916–1920 och av köpingsfullmäktige från 1919. 
Öfverholm företog studieresor till Norge 1902, till Ostpreussen 1910 och till Danmark 1913. Han var medarbetare i Lärobok i skogshushållning, utgiven av Norrlands skogsvårdsförbund 1911, Socialstyrelsens ombud i Gävleborgs län för undersökning angående skogsarbetarnas levnadsförhållanden i Norrland och Dalarna 1913 och facklig medarbetare i tidningen "Trävaruindustrien" 1915. Han utgav Tabeller för beräkning av virkesutbyte ur rotstående träd (1915), Undersökning angående fröväxt virkes flytbarhet efter olika behandlingssätt (Svenska skogsvårdsföreningen, 1918).
Albert Öfverholm är begravd på Norra begravningsplatsen utanför Stockholm. Han var från 1901 gift med Maria Bohman (1878–1958), dotter till järnvägstjänsteman Carl Ax. Bohman och Jenny Walerius.